# Samantha Ruth Prabhu
Samantha Ruth Prabhu (in telugu సమంత, Samaṁta; in tamil சமந்தா, Camantā; Madras, 28 aprile 1987) è un'attrice indiana.
Ha ricevuto numerosi riconoscimenti nella su carriera tra cui: quattro Filmfare Awards South, un Filmfare OTT Award, due Andhra Pradesh State Nandi Awards, quattro South Indian International Movie Awards e tre CineMAA Awards. 
Ha debuttato come attrice in Ye Maaya Chesave (2010), vincendo il Filmfare Award per il miglior debutto femminile. È stata la seconda attrice in assoluto a vincere nello stesso anno sia il Filmfare Award come migliore attrice - Tamil che come migliore attrice - Telugu, rispettivamente per le sue interpretazioni nei film Neethaane En Ponvasantham ed Eega (2012). Negli anni successivi, ha interpretato i ruoli da protagonista in film come Dookudu (2011), Seethamma Vakitlo Sirimalle Chettu (2012), Attarintiki Daredi (2013), Kaththi (2014), Theri (2016), 24 (2016), Mersal (2017) e Rangasthalam (2018). La sua interpretazione in A Aa (2016) le è valsa il suo quarto Filmfare Award.

## Primi anni di vita
Samantha è nata il 28 aprile 1987 a Chennai, Tamil Nadu, India, da Joseph Prabhu, padre telugu, e Ninette, madre malese del Kerala. È cresciuta a Pallavaram, Chennai, insieme ai suoi due fratelli maggiori, Jonathan e David Prabhu. Ha completato i suoi studi presso la Holy Angels Anglo Indian Higher Secondary School di Chennai e successivamente ha conseguito una laurea in commercio presso lo Stella Maris College di Chennai.

## Filmografia parziale

### Cinema
- Rangasthalam (2018)
- A Aa (2016)

### Televisione
- Citadel: Honey Bunny – serie TV, 6 episodi (2024)

## Vita personale
Samantha ha iniziato a frequentare l'attore Naga Chaitanya nel 2010 dopo essere apparsi insieme nel film Ye Maaya Chesave. La coppia si è fidanzata il 29 gennaio 2017 a Hyderabad e si è sposata a Goa con cerimonie sia indù che cristiane il 6 e 7 ottobre 2017. Dopo il matrimonio, ha adottato il nome Samantha Akkineni. Nel luglio 2021, ha rimosso "Akkineni" dai suoi account sui social media, portando a speculazioni sulla loro separazione. Il 2 ottobre 2021 la coppia ha annunciato ufficialmente la separazione e il successivo divorzio. 
Oltre alla recitazione, Samantha ha un vivo interesse per la moda e ha co-fondato il marchio di abbigliamento Saaki. Nel 2022, ha rivelato la sua diagnosi di miosite, una condizione autoimmune che causa infiammazione e debolezza muscolare. Da allora ha condiviso aggiornamenti sul suo percorso di salute, aumentando la consapevolezza sulla condizione pur continuando i suoi impegni professionali .